# Seattle Symphony
Seattle Symphony ist ein US-amerikanisches Sinfonieorchester in Seattle, der größten Stadt des Staates Washington. Das Orchester verfügt seit 1998 mit der Benaroya Hall über eine eigene Spielstätte mit 2.500 Sitzplätzen, ist aber auch als Hausorchester der Seattle Opera angegliedert.

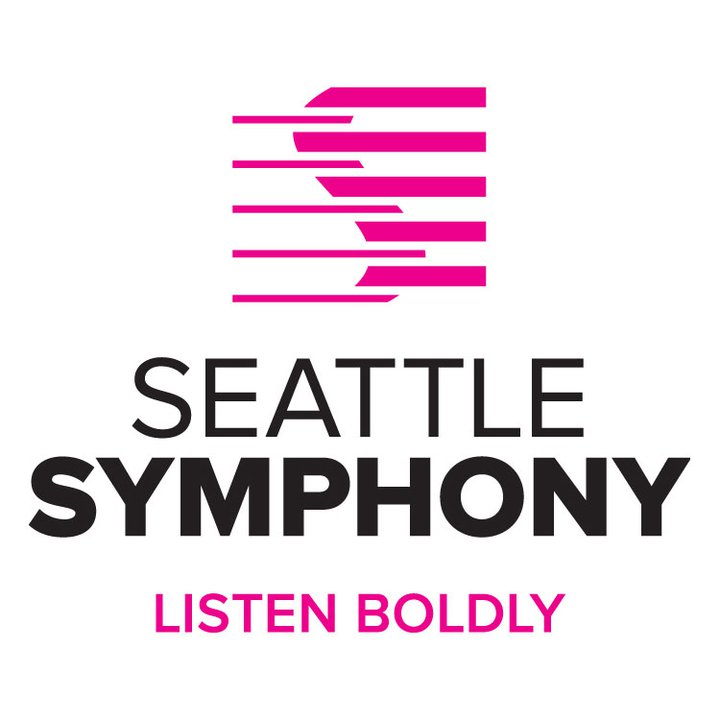
Seattle Symphony Logo

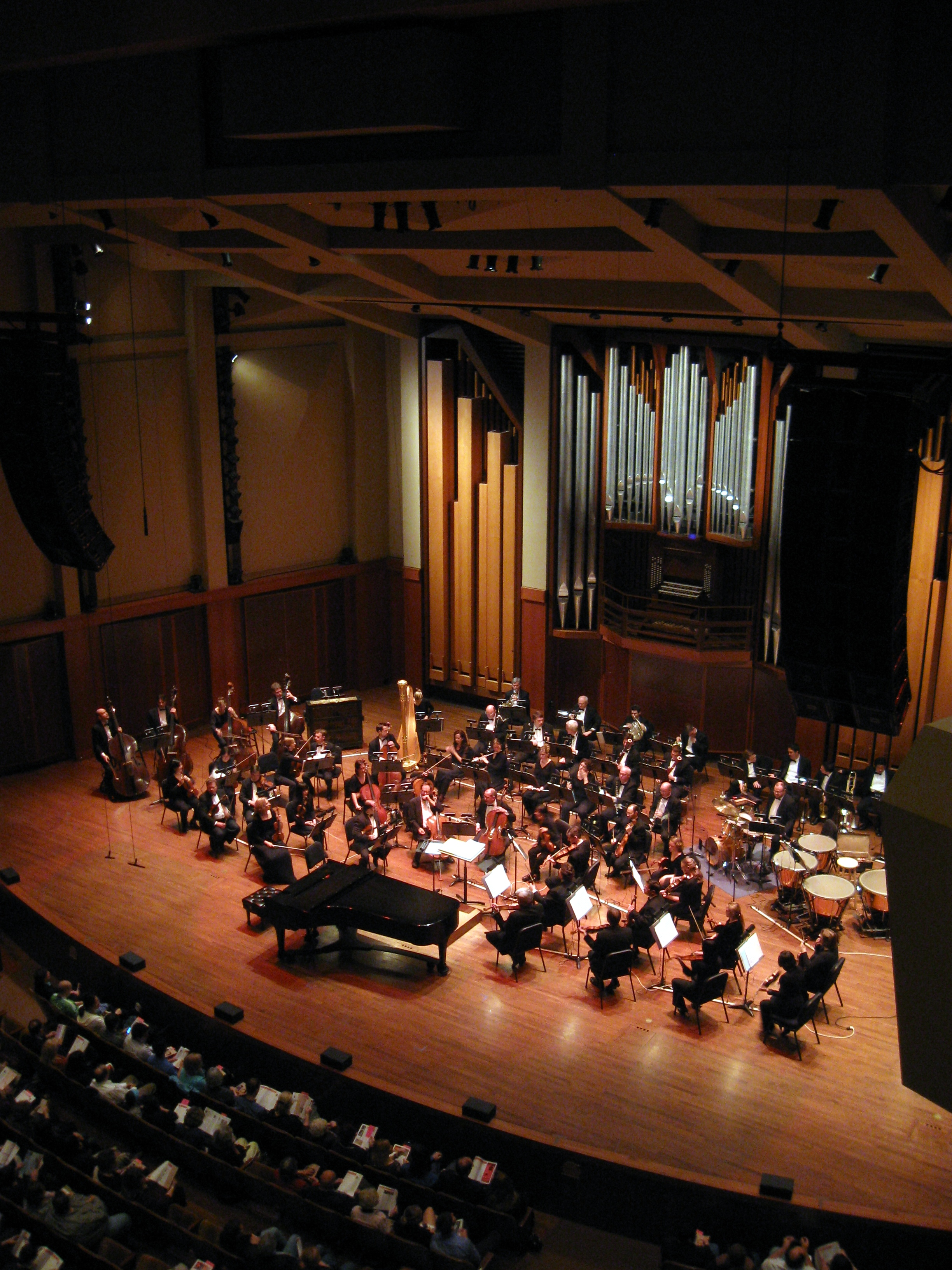
Seattle Symphony in der Benaroya Hall, Mai 2009

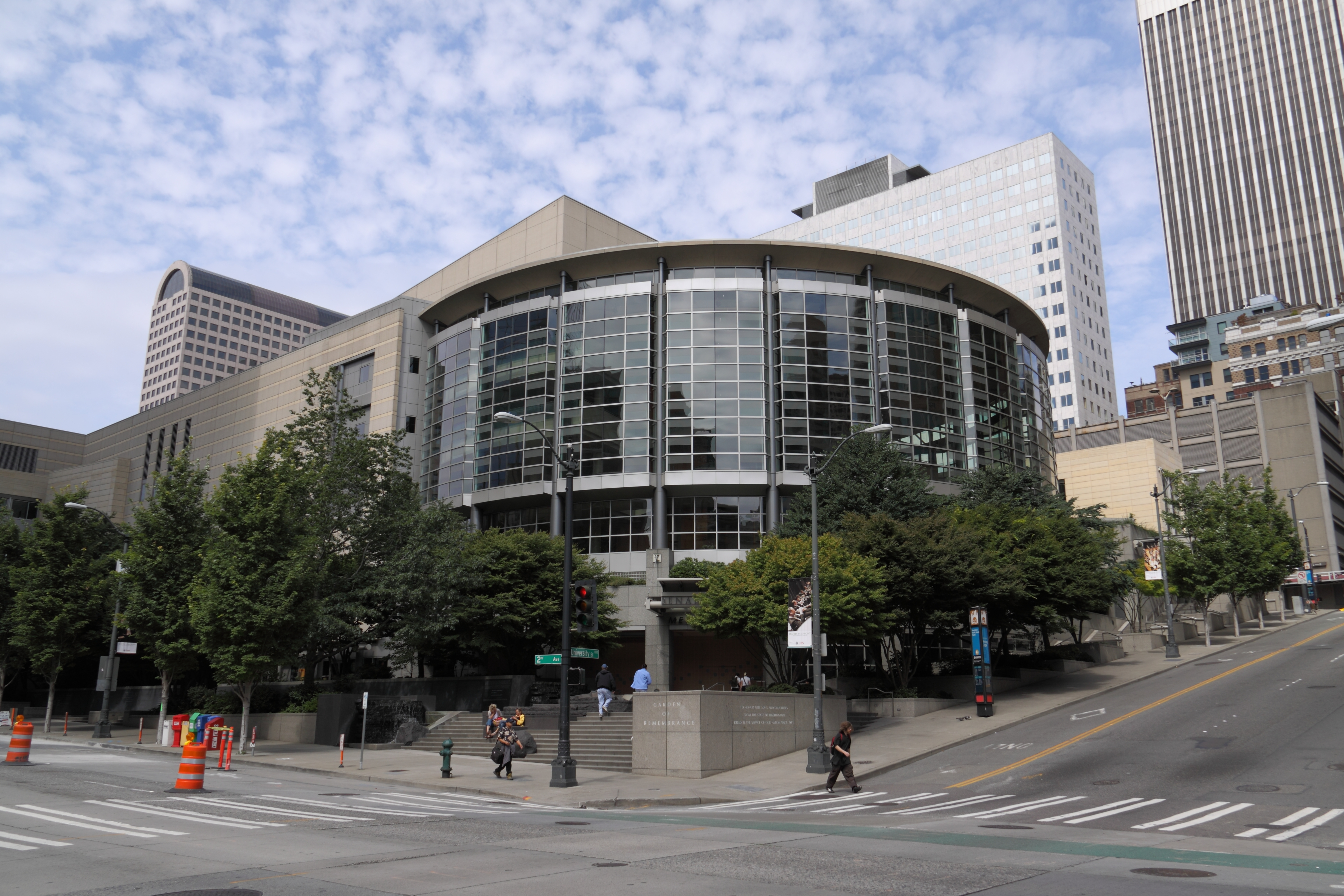
Benaroya Hall

## Geschichte

### Gründung
Das Orchester gab sein erstes Konzert am 29. Dezember 1903 unter der Leitung des Dirigenten Harry West. Schon acht Jahre später, 1911, wurde die Rechtsform des Orchesters und der Name in Seattle Symphony Orchestra geändert. Wegen finanzieller Probleme mussten die Spielzeiten in den Jahren 1921 und 1922 ganz ausfallen.

### Pacific Northwest Symphony Orchestra
1947 fusionierte die Seattle Symphony mit der Tacoma Philharmonic zum Pacific Northwest Symphony Orchestra. Diese Umstrukturierung hatte zur Folge, dass sich die Spielstätten des Orchesters von Seattle auch auf Tacoma und Olympia erstreckten. Die Leitung teilten sich in diesem Jahr als Dirigenten Carl Bricken und Eugene Linden. Dieser Zusammenschluss hielt allerdings nur ein Jahr, da sich eine Mehrheit der Orchestermitglieder mit dem Management des Orchesters zerstritten hatte. Deshalb benannte sich das Orchester 1948 in Seattle Orchestra um und trat von da an unter Eugene Linden als Dirigenten auf. In Konkurrenz dazu konstituierte sich die Seattle Symphony unter dem Dirigenten Stanley Chapple neu und gab achtzehn Konzerte in der Meany Hall for the Performing Arts auf dem Campus der University of Washington. Als Gastdirigenten konnte das Orchester während dieser einjährigen Periode Artur Rodziński, Jacques Singer und Erich Leinsdorf gewinnen. Aber noch im Oktober 1948 kündigten einige Mitglieder der Seattle Symphony in der Presse an, dass sie kein Interesse daran hätten, in Konkurrenz zum Seattle Orchestra zu treten, und stattdessen eine Zusammenarbeit anstreben würden. Die Folge war, dass schon terminierte Aufführungen der Seattle Symphony verschoben und schließlich ganz abgesagt wurden. Eine enge Partnerschaft der beiden Orchester wurde unter dem Namen Seattle Symphony Orchestra vereinbart. Diese Partnerschaft wurde schließlich auf eine Bitte Milton Katims zugunsten einer neuen Fusion mit dem alten und bis heute gültigen Namen Seattle Symphony abgelöst.

### Gerard Schwarz
1983 konnte das Orchester Gerard Schwarz als Musikberater gewinnen, der 1984 die Position des Chefdirigenten übernommen hatte und schließlich ab 1985 als Musikdirektor dem Orchester vorstand. Unter der Führung von Schwarz bekam das Orchester Beachtung durch die Aufführung von Werken des 20. Jahrhunderts, wobei insbesondere fast vergessene amerikanische Komponisten berücksichtigt wurden. Mehr als 100 kommerzielle Tonträger gehen während des Wirkens Gerard Schwarz auf das Konto des Orchesters. Diese umfassen insbesondere die Hauptwerke von Howard Hanson und David Diamond, aber auch anderer Komponisten wie zum Beispiel Charles Tomlinson Griffes, Walter Piston, Paul Creston, William Schuman, Alan Hovhaness, Morton Gould und anderen, die von Delos International (in Naxos aufgegangen) und Naxos verlegt wurden.
Die erste Grammy-Nominierung erhielt das Orchester 1990 für die Einspielung von Tonträgern der Werke Howard Hansons im Jahr 1989. Das Orchester zeichnete ebenfalls verantwortlich für die Einspielung des Musicals A'lure, The Call of the Ocean im Freizeitpark der SeaWorld-Gruppe in Orlando.
Viel Lob erhielt Schwarz für die meisterliche Umsetzung der Werke der amerikanischen Komponisten und seine Geschicklichkeit bei der Geldbeschaffung für das Orchester. Andererseits häuften sich mit den Jahren die Kontroversen mit einigen Orchestermitgliedern, die sogar bis vor Gerichten verhandelt werden mussten. Schon im September 2008 gab das Management des Orchesters bekannt, dass der noch bis 2011 laufende Vertrag mit Schwarz darüber hinaus nicht mehr verlängert würde.

### Ludovic Morlot
Im Oktober 2009 wirkte Ludovic Morlot als Gastdirigent bei der Seattle Symphony und es zeichnete sich schon da ab, dass er als Nachfolger von Schwarz ins Auge gefasst worden ist. Im April 2010 erhielt er einen Vertrag als zweiter Dirigent am Orchester. Abhängig davon wurde im Juni desselben Jahres bekannt gegeben, dass Morlot die Nachfolge von Schwarz als 15. Musikdirektor des Orchesters antreten würde. Zunächst unterzeichnete er einen Vertrag für die Jahre 2011 und 2012 mit der Option auf sechs weitere Jahre, aber schon im Juli 2015 wurde vereinbart, dass die Zusammenarbeit bis 2019 fortbestehen würde.
Morlot hatte ein besonderes Interesse daran, Werke von in Seattle ansässigen Komponisten, einschließlich der Kompositionen der Mitglieder seines eigenen Orchesters zur Darbietung zu bringen. Morlot und die Seattle Symphony brachten das mit dem Pulitzer Prize for Music 2014 und dem Grammy für klassische zeitgenössische Musik 2015 ausgezeichnete Stück Become Ocean von John Luther Adams zur Erstaufführung. Von der kommerziellen Einspielung des Stückes war Taylor Swift so beeindruckt, dass sie 50.000 Dollar an die Seattle Symphony spendete. Wie vereinbart, endete 2019 die Amtszeit Morlots als Musikdirektor. Als „conductor emeritus“ bleibt er dem Orchester weiterhin verbunden.

### Thomas Dausgaard
Im Herbst 2019 übernahm der Däne Thomas Dausgaard die Position des Musikdirektors, zunächst mit einem Vierjahresvertrag. Er hatte das Orchester 2003 erstmals dirigiert und war seit 2014 dort als „Principal Guest Conductor“ tätig gewesen.

## Künstlerische Leiter
| - Harry West (1903–1907) - Michael Kegrize (1907–1909) - Henry Hadley (1909–1911) - John Spargur (1911–1921) - Karl Krueger (1926–1932) - Basil Cameron (1932–1938) - Nikolai Sokoloff (1938–1941) - Thomas Beecham (1941–1944) | - Carl Bricken (1944–1948) - Eugene Linden (1948–1950) - Manuel Rosenthal (1950–1951) - Milton Katims (1954–1976) - Rainer Miedél (1976–1983) - Gerard Schwarz (1985–2011) - Ludovic Morlot (2011–2019) - Thomas Dausgaard (seit 2019) |

## Spielstätten
| - 1903–1905 Christensen Hall, Arcade Building - 1905–1907 Grand Opera House - 1907–1911 Moore Theatre - 1911–1919 Metropolitan Theatre - 1919–1921 Meany Hall for the Performing Arts - 1926–1938 Metropolitan Theatre - 1938–1945 Music Hall - 1945–1949 Moore Theatre | - 1949–1950 Meany Hall for the Performing Arts - 1950–1953 Seattle Civic Auditorium - 1953–1955 Orpheum Theatre - 1955–1956 Moore Theatre - 1956–1962 Orpheum Theatre - 1962–1998 Seattle Opera House - seit 1998 Benaroya Hall |